# Oriol Pujol i Ferrusola
Pour les articles homonymes, voir Pujol.
 (janvier 2023).
 (novembre 2023).
Si vous disposez d'ouvrages ou d'articles de référence ou si vous connaissez des sites web de qualité traitant du thème abordé ici, merci de compléter l'article en donnant les références utiles à sa vérifiabilité et en les liant à la section « Notes et références ».
Oriol Pujol i Ferrusola, né en 1966 à Barcelone, est un homme politique catalan.

## Biographie
Il est le fils de Jordi Pujol, qui fut président de la Généralité de Catalogne entre 1980 et 2003.
Il est élu député au Parlement de Catalogne sur la liste de Convergence et Union aux élections autonomiques de 2003, de 2006, de 2010 et de 2012.
Il est secrétaire général de la Convergence démocratique de Catalogne (CDC) de 2012 à 2013. Il est contraint à la démission après avoir été accusé de Trafic d'influence dans le scandale de Corruption connu sous le nom de « Caso de las ITV ». Il a été emprisonné le 17 janvier 2019 pour purger une peine de deux ans et demi de prison.